# (35467) 1998 ED
1998 ED (asteroide 35467) é um asteroide da cintura principal. Possui uma excentricidade de 0.18733380 e uma inclinação de 13.42180º.
Este asteroide foi descoberto no dia 1 de março de 1998 por Takao Kobayashi em Oizumi.